# US Forbach
US Forbach is een Franse voetbalclub uit Forbach in het departement Moselle.

## Geschiedenis
De club werd opgericht in 1909 door de fusies van FC Phönix, FC Triumph en FC Hansa en nam de naam Sport Club Forbach aan. In deze tijd lag Forbach in het Reichsland Elzas-Lotharingen, een onderdeel van het Duitse Keizerrijk. Na de Eerste Wereldoorlog viel Elzas-Lotharingen in Franse handen en werd de huidige naam aangenomen. De club speelde lange tijd op regionaal niveau in de DH Lorraine.
In 1957 nam de club het profstatuut aan. De club kon zich in 1957 geen mooier debuut wensen in de Division 2 met zes overwinningen op rij. Uiteindelijk werd de club gedeeld vijfde samen met Girondins de Bordeaux en miste de promotie naar de hoogste afdeling op één puntje na. Na dit grootste profdebuut verging het de club minder goed in de volgende jaren. Forbach werd een grijze muis die in de middenmoot vertoefde. In 1965 kwamen er in de wedstrijd tegen Olympique de Marseille in Marseille slechts 454 toeschouwers opdagen, een laagterecord voor Marseille. Het gemiddelde aantal toeschouwers in thuiswedstrijden was ook fors gedaald in Forbach. In 1957/58 kwamen er gemiddeld 4614 en in 1965/66 1699. In 1966 besloot de club om het profstatuut op te geven en degradeerde hierdoor na negen seizoenen uit de Division 2.
In 1971 degradeerde de club verder naar de DH Lorraine. Na een titel in 1978 belandde Forbach weer voor lange tijd in de nationale reeksen en pendelde jaren op en neer tussen de derde en de vierde klasse. In 1999 degradeerde de club naar de vijfde klasse en ging dan nog enkele keer op en neer tussen de vierde en vijfde klasse. In 2004 promoveerde de club nog naar de vierde klasse, maar degradeerde dan twee keer op rij en belandde zo weer in de DH Lorraine, waar de club in 2010 kampioen werd en promoveerde naar de CFA 2. In 2013 degradeerde de club weer, maar kon na één seizoen terugkeren. In 2017 degradeerde de club opnieuw. 

## Erelijst
- DH Lorraine

1934, 1978

## Bekende (oud-)spelers
- Roman Ogaza